# Krucifix (Nouzov)
Krucifix stojí na návsi v Nouzově, spadající pod obec Chotěšice v okrese Nymburk. Jedná se o 4 metry vysoký barokní pískovcový kříž, vztyčený 16. srpna 1805. Od 31. prosince 1965 je toto výjimečně provedené provincionální kamenické dílo kulturní památkou.

## Historie a popis
Pískovcový kříž na dvoustupňovém základu, otočeným k severozápadu, stojí na nouzovské obecní návsi. Je význačným barokním sochařským artefaktem z roku 1805, měřícím přibližně 4 metry.Roku 1864 došlo k jeho obnově. Jeho podstavec je trojdílný. Na soklu jsou vyvedené šrafované obdélníky s nápisem: Dne.16.Aůgůsti.Ao.1805, na středním dílu poté s textem: WizDwižen / NáklaDem nabožne / obce NOWZAVSKI / Kvctěni vkŘižo,, / waneho gežiche / KRista. Dne 16 / Avgvsti / Rokv 1805. Na horním dílu se nachází bohatě profilovaná římsa s volutami s provazci a prázdná kartuš, nesoucí stopy po zlacení. Vrchol tvoří kříž s korpusem, stojící na vlastním čtyřbokém soklu. Jeho břevna jsou zakončena trojlaločně a v patě voluty je vyvedena plasticky lebka s hnáty.